# Inge Dekker
Inge Dekker   (Assen, 18 d'agost de 1985) és una nedadora neerlandesa, especialista en estil lliure i papallona. És campiona olímpica després de guanyar la medalla d'or en el relleu 4×100 metres lliures en els Jocs Olímpics de 2008. Forma part de l'equip neerlandès que té el rècord mundial 4×100 m relleus estil lliure tant en piscina curta com a piscina de curs llarg. També forma part de l'equip neerlandès que té el rècord mundial 4×200 m relleus estil lliure en piscina curta.